# Al-Utajba
Al-Utajba (arab. العتيبة) – miejscowość w Syrii, w muhafazie Damaszek. W 2004 roku liczyła 10 548 mieszkańców.